# Michael van Regensburg
Michael (overleden: 23 september 972 ) was van 942 tot 972 de 12e bisschop van het bisdom Regensburg. 
Ten tijde van zijn benoeming tot bisschop van het bisdom Regensburg was Michael vicaris-generaal van het Boheemse deel van het bisdom Regensburg met zetel in Praag. Vermoedelijk verbleef hij daar tot aan de moord op Wenceslas van Bohemen. Tijdens het bewind van hertog Boleslav I van Bohemen werd hij uitgenodigd voor de wijding van de Sint-Vituskathedraal. Deze uitnodiging aanvaardde hij vanwege de politieke spanningen na de broedermoord na lange aarzeling. Boleslav I bracht zijn zoon Strachkvas onder de hoede van de Abdij Sankt Emmeram in Regensburg. Michael was, net als de andere bisschoppen uit de begintijd van het bisdom Regensburg, tevens ook abt van dit klooster.
Michael nam in het leger van Otto I de Grote deel aan de strijd in Bohemen. Hij nam in 955 ook deel aan de Slag op het Lechveld in de strijd tegen de Hongaren. Twee belangrijke Hongaarse leiders zijn in Regensburg opgehangen. In de volgende schermutselingen werd de bisschop zwaargewond. De kroniekschrijver en bisschop Thietmar van Merseburg heeft hierover uitvoerig geschreven.